# Henryk Lesiuk
Henryk Lesiuk (ur. 25 października 1948 w Czosnówce) – polski lekkoatleta, długodystansowiec. 
Specjalizował się w biegu na 3000 m z przeszkodami. Startował w tej konkurencji na mistrzostwach Europy w 1971 w Helsinkach, ale odpadł w eliminacjach. Był trzykrotnym medalistą mistrzostw Polski na tym dystansie: złotym w 1975, srebrnym w 1971 i brązowym w 1974. 
W latach 1970–1975 wystąpił w ośmiu meczach reprezentacji Polski, odnosząc 2 zwycięstwa indywidualne.
Rekordy życiowe:
- bieg na 1000 m – 2:25,5 (14 sierpnia 1974, Warszawa)
- bieg na 1500 m – 3:43,9 (30 maja 1974, Bratysława)
- bieg na 3000 m – 8:00,4 (16 czerwca 1974, Warszawa)[6]
- bieg na 5000 m – 14:07,4 (28 czerwca 1972, Warszawa)
- bieg na 3000 m z przeszkodami – 8:26,6 (29 czerwca 1975, Bydgoszcz)[7]

Był zawodnikiem Wisły Puławy i Legii Warszawa.